# جواز سفر سعودي
جواز السفر السعودي هي وثيقة رسمية تصدر لمواطني المملكة العربية السعودية لغرض السفر الدولي، تحتوي على 48 صفحة تضم صورة لحامل الجواز ونوع الوثيقة، ورمز الدولة، ورقم الجواز والاسم الكامل باللغة الإنجليزية وتاريخ الميلاد والجنس وتاريخ الإصدار ومكانه وتاريخ الانتهاء، ويكون لون غلافه الخارجي أخضر.

## إجراءات الإصدار
تجرى المعاملات آليا وعن بعد، وتتطلب ملء نموذج عبر شبكة الإنترنت لأول مرة. في حالة تجديد جواز السفر، لا يُطلب من مقدم الطلب ملء النموذج حيث يمكن تجديد جواز السفر ببضع خطوات عبر الإنترنت من خلال منصة أبشر عبر الإنترنت. يجب أن يكون لدى مقدم الطلب بطاقة هوية حكومية سارية حتى يتمكن من إصدار جواز السفر. في عام 2017، توفر خيار جديد لإصدار جواز السفر، يوفر صلاحية لمدة عشر سنوات.

## الشكل الخارجي
يحتوي الغلاف الخارجي للجواز على الصيغة التالية:
- شعار السعودية

- المملكة العربية السعودية

- Kingdom Of Saudi Arabia

- جواز سفر

- Passport

- شعار الشريحة الإلكترونية

## صفحة البيانات الشخصية
يحتوي جواز السفر السعودي على صفحة البيانات الشخصية وهي أول صفحة في الجواز،
وتحتوي على المعلومات التالية:
- صورة حامل الجواز.
- نوع الوثيقة وهي جواز سفر، وبالإنجليزية Passport.
- رمز الدولة بالإنجليزي وهو SAU
- رقم الجواز بالإنجليزي Passport No.
- الاسم بالإنجليزي Name.
- تاريخ الميلاد ويكون بالتاريخ الهجري. بالإنجليزي date of birth ويكون بالميلادي.
- الجنس هل هو رجل أم امرأة، بالإنجليزي sex.
- تاريخ الإصدار ويكون بالتاريخ الهجري، بالإنجليزي Date of Issue ويكون بالتاريخ الميلادي.
- تاريخ الانتهاء ويكون بالهجري أيضاً، بالإنجليزي Date of Expiry ويكون بالتاريخ الميلادي.
- مكان الإصدار ويقصد به مكان إصدار جواز السفر ويكون بالتاريخ الهجري، بالإنجليزي Issuing Authority ويكون بالتاريخ الميلادي.
- تكون جميع معلومات محفوظة على شكل شفرة خيطية لتسهيل قراءة الآلة لها عند السفر.

## رسالة جواز السفر
يوجد رسالة في آخر صفحة من جواز السفر باللغتين العربية والإنجليزية
باللغة العربية:
«باسم ملك المملكة العربية السعودية أطلب من موظفي المملكة المدنيين والعسكريين وممثليها في الخارج ومن كل سلطة أخرى تعمل باسمها ومن السلطات المختصة في الدول الصديقة أن يسمحوا لحامل هذا الجواز بحرية المرور وأن يقدموا له المساعدة والرعاية»
بالإنجليزية:
"IN THE NAME OF THE KING, OF THE KINGDOM OF SAUDI ARABIA, I REQUEST AND REQUIRE ALL THOSE WHOM IT MAY CONCERN, TO ALLOW THE BEARER TO PASS FREELY WITHOUT LET OR HINDRANCE AND TO AFFORD THE BEARER SUCH ASSISTANCE AND PROTECTION AS MAY BE NECESSARY."

## متطلبات الحصول على تأشيرة
في عام 2024 أصبح المواطن السعودي قادرا على السفر إلى 88 بلدا بلا تأشيرة مسبقة، بحسب موقع «هينلي لجوازت السفر».

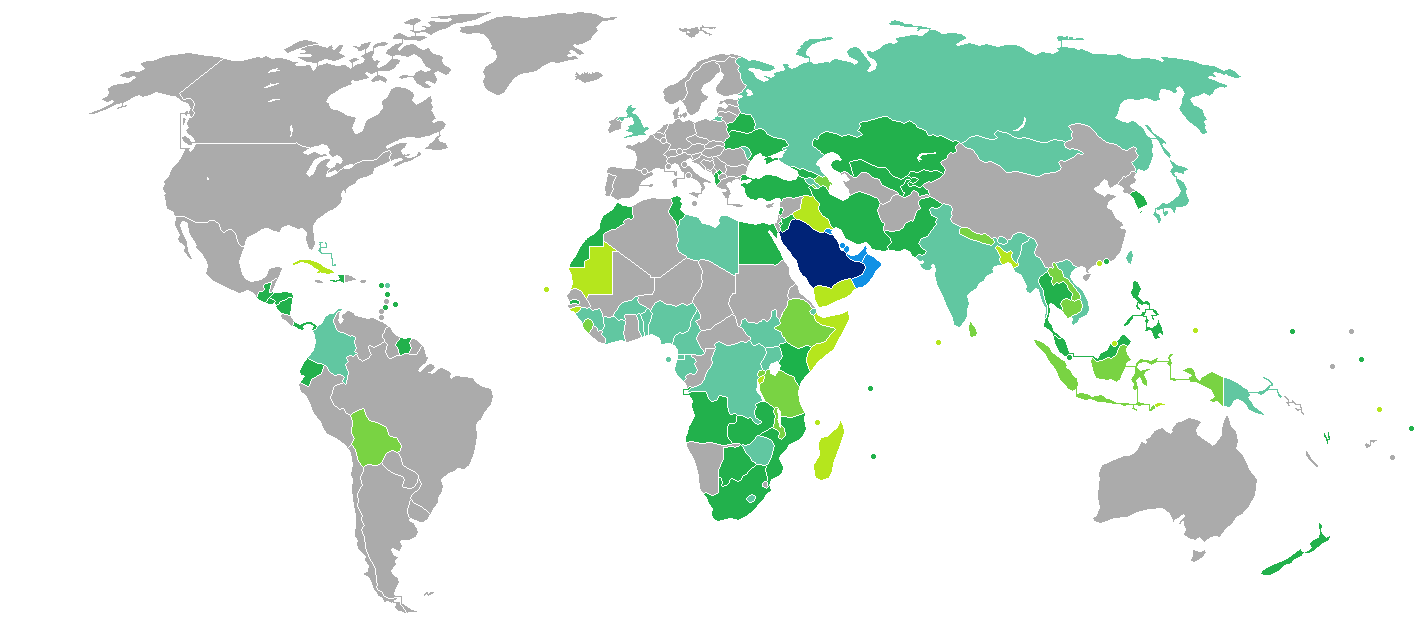
البلدان والأقاليم التي لا تفرض تأشيرة أو تطلب تأشيرة دخول عند الوصول للجهة، لحاملي جوازات السفر السعودية العادية.

## دول محظور السفر إليها
- إسرائيل.
- أيضًا يمنع السفر إلى البلدان التي في حالة حرب مثل سوريا (سابقًا)، وفلسطين.

## تصنيف الجواز عالمياً
في عام 2024، وبحسب مؤشر هينلي لجوازات السفر، احتل جواز السفر السعودي المركز 56 على مستوى العالم.

## نظام وثائق السفر
وثائق السفر عبارة عن 4 وثائق تصدر باسم حكومة المملكة العربية السعودية، وتمكن حاملها من السفر. وهي:
1. جواز السفر
2. تذكرة المرور
3. جواز السفر الدبلوماسي
4. جواز السفر الخاص

يصدر جواز السفر وتذكرة المرور، من الجهة المختصة في وزارة الداخلية وممثليات المملكة في الخارج، أما جواز السفر الدبلوماسي وجواز السفر الخاص، فيصدر من وزارة الداخلية مباشرة وفق نظامهما الخاص.
ويختص منح جواز السفر بحاملي الجنسية السعودية، أمّا تذكرة المرور المؤقتة فإنها تصدر من وزير الداخلية، في حين اقتضت الحاجة، للأشخاص الذين لا يحملون الجنسية السعودية، ليستخدمونها في سفرهم خارج المملكة وفي العودة إليها.

## الجواز السعودي الإلكتروني
هو جواز سفر إلكتروني يصدر لمواطني السعودية لغرض السفر الدولي، أطلق في 10 فبراير 2022، يحتوي على شريحة إلكترونية لرفع مستوى الحماية الأمنية للبيانات والصور الشخصية لحامل الجواز، بالإضافة إلى خاصية التحقق والقراءة الآلية عبر البوابات الذكية في المنافذ الدولية، وزُينت صفحاته بأشهر المعالم التاريخية والحضارية للمملكة، وهو نتيجة تضافر الجهود بين وزارة الداخلية، ووزارة المالية، والهيئة السعودية للبيانات والذكاء الاصطناعي (سدايا)، ويعد خطوة في مسيرة التحول الرقمي الذي يمثل أحد مستهدفات رؤية المملكة 2030.